# Josip Sesar
Josip Sesar, (nacido el 17 de enero de 1978 en Mostar, Bosnia y Herzegovina) es un exjugador y entrenador croata de baloncesto. Con 1.98 de estatura, su puesto natural en la cancha era la de escolta. Actualmente dirige a la Cibona Zagreb de la A-1 Liga croata.

## Trayectoria

### Como jugador
- KK Zagreb (1993–1999)
- Cibona Zagreb (1999–2002)
- KK Split (2002–2003)
- Cibona Zagreb (2003–2005)
- HKK Široki (2005–2005)
- KK Zadar (2005–2006)
- KK Zagreb (2006–2008)
- Zrinjski Mostar (2008-2009)

### Como entrenador
- Zrinjevac (2010–2011)
- Cibona Juvenil (2011–2013)
- KK Gorica (2015–2016)
- KK Gorica (2017–2021)
- Selección de baloncesto de Croacia (asistente)  (2018–2019)
- Cibona (2022–presente)